# 9411 Hitomiyamoto
A 9411 Hitomiyamoto (ideiglenes jelöléssel (9411) 1995 CF) a Naprendszer kisbolygóövében található aszteroida. Kobajasi Takao fedezte fel 1995. február 1-jén.